# 王岗乡 (信阳市)
王岗乡，是中华人民共和国河南省信阳市平桥区下辖的一个乡镇级行政单位。

## 行政区划
王岗乡下辖以下地区：
王楼村、王岗村、崔山村、上马石村、秦湾村、孙家寨村、李庄村、赵庄村、条山村、岷山村、三里岗村、梨园村、牛湾村、楼房村和山头村。